# Farbauti (satélite)
Farbauti es un satélite de Saturno. Su descubrimiento fue anunciado por Scott S. Sheppard, David C. Jewitt, Jan Kleyna y Brian G. Marsden el 4 de mayo de 2005, después de las observaciones realizadas entre el 12 de diciembre de 2004 y el 9 de marzo de 2005. Su designación provisional fue S/2004 S 9. 
Debe su nombre a Farbauti , gigante de las tempestades en la mitología nórdica, padre de Loki.